# 山岡愛姫
愛い姫（あいき、2003年4月19日 - ）は、日本の子役、女優、タレント、元プロレスラー。アイドルグループ「スリジエ」、「メノニューイヤー」のメンバー。東京都出身。

## 略歴
テアトルアカデミーに所属し、女優として活動を始めた他、同アカデミーのアドバンスクラスでアクションを学び、日俳連アクション部会ライセンス を取得。
2014年には、第三回ジャパンアクションアワードにて、RHYTHM COLLECTIONと共に演舞を披露した。特技はアクションとアクロバット。
2023年1月9日に女子プロレス団体「アイスリボン」の練習生として紹介され、1月29日にデビュー戦を行った（アイドル活動優先のため数試合こなしたのち、現在はプロレス休業）。

## 出演

### 映画
- KIDS=ZERO キッズ＝ゼロ[3]（2014年）- 天野零姫（キッズ＝レッド）役
- ゲゲゲの女房（2010年）- ユメ子 役
- 時をかける少女（2010年）- 夢の娘 役

### テレビドラマ
- ママはニューハーフ（2009年、テレビ東京）- 猪瀬の娘 役
- 娼婦と淑女（東海テレビ）
- 相棒9－第13話「通報者」2（2011年、テレビ朝日）- 藤吉祐芽 役
- リバウンド （2011年、日本テレビ）- 久遠愛 役
- ステップファザー・ステップ（2012年、TBS）- 脇坂早苗 役
- どんど晴れSP（2011年、NHK）- 座敷童子 役
- 江〜姫たちの戦国〜（2011年、NHK）- 勝姫 役
- シングルマザーズ（2012年、NHK）- 斎藤なずな 役
- 八重の桜（2013年、NHK）- 高木時尾幼少期 役
- 明日の光をつかめ -2013夏-（2013年、フジテレビ）- 猪又綾佳 役
- 花子とアン（2014年、NHK）- 加納冬子 役
- 美空ひばり没後25年「歌に生き歌に死ぬ」愛と悲しみの女王伝説（2014、TBS）- 美空ひばり幼少期 役
- MISSION ENGLISH SEASON 2（2014年、BSフジ）- 藤間しえり 役
- 軍師官兵衛（2014年、NHK）- 江 役
- 世にも奇妙な物語25周年スペシャル・春〜人気マンガ家競演編〜『面』（2015年、フジテレビ）- あき 役
- AKBホラーナイト アドレナリンの夜 第21話「おねえちゃん」（2015年12月17日、テレビ朝日）

### バラエティー
- 東京タッチ（2012年、TBS）
- 中居正広の金曜日のスマたちへ（2014年、TBS）- 再現VTRキムラ緑子幼少期 役
- ぴっかぴかサマー[4]（2015年、アニマックス）

### CM
- ベネッセタッチ（2015年）
- NEC2013LaVie（2013年）
- 任天堂Wiiポケパーク2 （2011年）
- ケータイわんこ（2013年）
- ゼリア新薬工業コンドロイチンZS錠（2011年）

### PV
- ET-KING「新恋愛」

### VP
- ベネッセ - こどもちゃれんじほっぷ
- ベネッセ - すてっぷEnglish
- ベネッセ - こどもちゃれんじすてっぷ 〜かけっこマスター〜
- ベネッセ - すっく「しまじろうのジャムジャム運動会」